# Don Siegel
Donald (Don) Siegel (Chicago, 26 oktober 1912 – Nipomo (Californië), 20 april 1991) was een Amerikaanse filmregisseur en producent. Siegel is vooral bekend geworden door zijn samenwerking met Clint Eastwood. Zo regisseerde (en sommige daarvan produceerde hij ook) hij de Eastwood-films Coogan's Bluff (1968), Two Mules for Sister Sara (1970), The Beguiled (1971), Dirty Harry (1971) en Escape from Alcatraz (1979).

## Beginjaren (1912-1945)
Donald Siegel werd geboren in Chicago maar verhuisde al op jonge leeftijd naar New York. Na zijn schooltijd wilde hij eerst acteur worden en volgde enige trainingen. Maar al snel vertrok hij naar Engeland om te gaan studeren aan het Jesus College in Cambridge. Na zijn studie in Engeland vertrok hij naar Parijs waar hij korte tijd aan het École des Beaux Arts studeerde. In 1934 besloot hij zijn geluk te beproeven in de VS, en vertrok naar Los Angeles. Een ontmoeting met producent Hal Wallis leverde hem een baan op in de filmbibliotheek van filmstudio Warner Brothers. Vervolgens belandde hij bij de afdeling montage van deze studio, waar hij na een tijdje tot assistent-chef werd bevorderd. Onder zijn supervisie werden duizenden filmmontages uitgevoerd, onder andere de openingsmontage voor de film Casablanca (1942) en Action in the North Atlantic (1943). Intussen werkte Siegel ook als regisseur van de filmploeg die de aanvullende opnames maakt voor een film (meestal die scènes waar de hoofdrolspelers niet te zien zijn). Hij werkte in die functie mee aan Sergeant York (1941) and To Have and Have Not (1943). Siegel leerde veel van zijn ervaringen. Zijn kennis van montage zorgde ervoor dat hij de opnames nauwkeurig plande, terwijl de beperkte tijd en budget die hij als second unitregisseur kreeg hem leerde om snel en efficiënt te werken. In 1945 mocht hij twee korte films regisseren, Hitler Lives? en A Star in the Night. Hij werd er voor beloond met een Academy Award. De ervaring smaakte naar meer en Siegel wilde nu ook langere films regisseren. Hoewel studiobaas Jack Warner hem liever aanhield bij de montageafdeling was toch wel duidelijk dat Siegel klaar was voor het grote werk.

## Een vakkundig regisseur (1946-1960)
In 1946 kreeg hij zijn grote kans met The Verdict. Hij mocht dit moordmysterie verfilmen met Peter Lorre en Sydney Greenstreet. The Verdict werd gevolgd door een serie van drama's en thrillers die hij vakkundig en binnen het budget filmde, Night Unto Night (1949), bijvoorbeeld met Ronald Reagan en Viveca Lindfors, The Big Steal (1949), Riot in Cell Block 11 (1954) en Private Hell 36 (1954) zijn krachtige films, waarin de camera ongedurig de personages volgt. Dit geeft een realistische toets aan de films en onderstreept het drama en de actie. De ervaring van Siegel uit de tijd dat hij de montage voor films deed werkte ook door, met name in de actiescènes zoals gevechten, achtervolgingen en schietpartijen. Zijn mannelijke personages zoals Robert Mitchum in The Big Steal of Neville Brand in Riot in Cell Block 11 zijn sterke mannen die werken vanuit hun eigen persoonlijke erecode. Zonder zich iets aan te trekken van zaken als gewenst gedrag, opereren Siegels helden volgens hun eigen regels. Niet zelden zijn zijn helden nauwelijks te onderscheiden van de schurken. Siegel werd een van de helden van de film noirbeweging en zeker van de toen nog aankomend Franse regisseur François Truffaut. Siegel zelf zag zichzelf echter als een man met een baan, die werkte voor zijn salaris. Naast zijn grote films maakte hij ook tussendoortjes als Hound-Dog Man uit 1959 en regisseerde hij afleveringen van tv-series als The Doctor (1952-1953) en The Twilight Zone. Siegel excelleerde in allerlei genres. Naast thrillers als Crime in the Streets (1956), The Lineup (1958), maakte hij oorlogsfilms Hell Is for Heroes (1962), westerns  als Flaming Star (1960) met Elvis Presley en sciencefiction als Invasion of the Body Snatchers (1956). In 1959 maakte Siegel ook zijn debuut als producent met Edge of Eternity (1959).

## De samenwerking met Clint Eastwood (1961-1971)
Afgezien van The Killers (1964), met Lee Marvin en Ronald Reagan werkte Siegel halverwege de jaren zestig van de twintigste eeuw voornamelijk voor televisie. In 1968 keerde hij terug naar de speelfilm met Madigan een film over een rechercheur in New York met Richard Widmark. Spiegel had tijdens de opnames voor deze film voortdurend ruzie met producent Frank Rosenberg. Het was voor hem dan ook een verademing om te mogen werken met Clint Eastwood in Coogan's Bluff (1968). De personages die Eastwood tot dan toe had neergezet waren typische 'Siegelhelden'. Sterke mannen, onconformistisch, werkend vanuit een persoonlijke erecode en vaak nauwelijks te onderscheiden van de schurk. Eastwood bewonderde Siegel als regisseur, vooral vanwege zijn efficiënte manier van filmen. De acteur had genoeg van regisseurs die eindeloos veel opnames nodig hadden voor één scène en vaak ver over hun budget gingen. Eastwood wilde films maken die vakkundig werden gemaakt, snel en binnen het budget. Hij zag Siegel als zijn leermeester om het vak van regisseur onder de knie te krijgen. Na Coogan's Bluff maakte Siegel met Eastwood, Two Mules for Sister Sara (1970) en The Beguiled (1971). De laatste film flopte omdat het publiek weinig zag in de meer mystieke en seksuele ondertoon van de film. Zowel Eastwood als Siegel zochten nu een filmproject met een meer aards karakter. Aardser dan Dirty Harry (1971) kon bijna niet. De film over een rechercheur in San Francisco met zijn eigen ideeën over gerechtigheid was niet zonder donkere kanten. "Dirty" Harry Callahan jaagt op een psychopathische seriemoordenaar met Smith & Wesson 44 Magnum revolver. Net als andere Siegelfilms valt het verschil tussen held en schurk bijna weg. Callahan wordt vrij de gehele film op zijn huid gezeten door zijn bazen en de politiek. Iedereen heeft kritiek op zijn methoden die echter wel resultaat opleveren, de schurk wordt gepakt, of eigenlijk aan flarden geschoten. De kritiek was niet mild, er waren beschuldigingen van fascistoïde gedrag, discriminatie en sadisme. Calahan martelt bijvoorbeeld zijn gewonde tegenstander. Het publiek smulde er echter van en Dirty Harry werd een iconisch beeld van de jaren zeventig. Siegel scoorde in ieder geval de grootste hit van zijn carrière met de film.

## Laatste films en dood (1972-1991)
Na Dirty Harry maakte Siegel nog slechts enkele films, zoals Charley Varrick (1973), met Walter Matthau, over een bankovervaller op de vlucht. In 1976 regisseerde hij een andere icoon uit het genre van de western, John Wayne, in diens laatste film The Shootist. In 1979 werkte hij nog een keer samen met Clint Eastwood in Escape from Alcatraz. De film was een hit in de bioscopen, maar markeerde ook het einde van de vriendschap tussen Siegel en zijn voormalige pupil. Na de bescheiden hit Rough Cut (1980) over een juwelendiefstal met Burt Reynolds in de hoofdrol, verslikte Siegel zich in Jinxed. Laatstgenoemde film was een komedie met Bette Midler, die flopte in de bioscopen. Tijdens de opnamen kreeg Siegel zo'n ruzie met Middler dat hij een hartaanval kreeg. Na Jinxed ging Siegel met pensioen. Op 20 april 1991 overleed hij op achtenzeventigjarige leeftijd aan kanker.

## Filmografie
- 1946: The Verdict
- 1949: Night Unto Night
- 1949: The Big Steal
- 1952: The Duel at Silver Creek
- 1952: No Time for Flowers
- 1953: Count the Hours
- 1953: China Venture
- 1954: Riot in Cell Block 11
- 1954: Private Hell 36
- 1955: An Annapolis Story
- 1956: Invasion of the Body Snatchers
- 1956: Crime in the Streets
- 1957: Spanish Affair
- 1957: Baby Face Nelson
- 1958: The Lineup
- 1958: The Gun Runners
- 1959: Edge of Eternity
- 1959: Hound-Dog Man
- 1960: Flaming Star
- 1962: Hell Is for Heroes
- 1964: The Killers
- 1964: The Hanged Man
- 1967: Stranger on the Run
- 1968: Madigan
- 1968: Coogan's Bluff
- 1969: Death of a Gunfighter
- 1970: Two Mules for Sister Sara
- 1971: The Beguiled
- 1971: Dirty Harry
- 1973: Charley Varrick
- 1974: The Black Windmill
- 1976: The Shootist
- 1977: Telefon
- 1979: Escape from Alcatraz
- 1980: Rough Cut
- 1982: Jinxed

- Bibsys: 90311252
- Biblioteca Nacional de España: XX1267080
- Bibliothèque nationale de France: cb14415732c (data)
- Catàleg d'autoritats de noms i títols de Catalunya: 981058610983006706
- Gemeinsame Normdatei: 119240270
- International Standard Name Identifier: 0000 0001 2124 7641
- Library of Congress Control Number: n88245204
- Nationale Bibliotheek van Tsjechië: ola2008434350
- Nationale Bibliotheek van Israël: 987007389840105171
- Nationale Bibliotheek van Polen: a0000001604610
- Nederlandse Thesaurus van Auteursnamen: 073066516
- SNAC: w6s18c37
- Système universitaire de documentation: 07771959X
- Virtual International Authority File: 24816488
- WorldCat: E39PBJc7TCX9jTwwhq6HpMtHYP

The Verdict (1946) · Night Unto Night (1949) · The Big Steal (1949) · The Duel at Silver Creek (1952) · No Time for Flowers (1952) · Count the Hours (1953) · China Venture (1953) · Riot in Cell Block 11 (1954) · Private Hell 36 (1954) · An Annapolis Story (1955) · Invasion of the Body Snatchers (1956) · Crime in the Streets (1956) · Spanish Affair (1957) · Baby Face Nelson (1957) · The Lineup (1958) · The Gun Runners (1958) · Edge of Eternity (1959) · Hound-Dog Man (1959) · Flaming Star (1960) · Hell Is for Heroes (1962) · The Killers (1964) · The Hanged Man (1964) · Stranger on the Run (1967) · Madigan (1968) · Coogan's Bluff (1968) · Death of a Gunfighter (1969) · Two Mules for Sister Sara (1970) · The Beguiled (1971) · Dirty Harry (1971) · Charley Varrick (1973) · The Black Windmill (1974) · The Shootist (1976) · Telefon (1977) · Escape from Alcatraz (1979) · Rough Cut (1980) · Jinxed (1982)